# Toți salută, Liberia, salută!
Toți salută, Liberia, salută! (engleză All Hail, Liberia, Hail!) este imnul național din Liberia.